# AKS-74U
El AKS-74U (АКС-74У) es un fusil de asalto compacto desarrollado en la Unión Soviética en la década de 1970. Es básicamente una versión corta del AKS-74, que combina el tamaño reducido de un subfusil y el cartucho 5,45 x 39 del fusil. La "U" de su nombre significa "acortado" (Укороченный, Ukorochennyj).

## Historia y desarrollo
En 1973 comenzó una competición impulsada por el Ejército Soviético (el nombre clave del proyecto fue el de Moderno - Модерн), para la adopción de una carabina automática que sustituyese a las armas de defensa personal del arsenal soviético, tales como la pistola automática APS (Avtomaticheskiy Pistolet Stechkina).
El Ejército Soviético, tomó ejemplo del Ejército Estadounidense en lo que respecta a la utilización de carabinas automáticas: en concreto, el empleo de la carabina XM177 en Vietnam. Esta arma resultaba en una versión de reducido tamaño del fusil de asalto M16A1 y demostró su efectividad en combate en manos de destacados cuerpos de fuerzas especiales, tales como el 5th SFG(A). Su compacto tamaño permitía su utilización en distancias cortas, manteniendo a su vez las características del calibre 5,56 mm de un fusil estándar. 
Las armas de defensa personal fueron impulsadas en el bloque soviético como un intento por sustituir las armas cortas y proporcionar a personal especializado (tripulación de helicópteros y tanques) una mayor capacidad de fuego en caso de ser necesaria. Entre estos diseños destacan el Škorpion vz. 61 checoslovaco y la previamente mencionada pistola Stechkin. Sin embargo, estas armas resultaban muy diferentes del concepto de carabina automática perseguido por los oficiales soviéticos. Estas armas disparaban cartuchos de pistola (9 x 18 Makarov en caso de la  Stechkin), por lo que su poder de parada resultaba altamente limitado. Adicionalmente, este tipo de armas compactas con munición de arma corta, alcanzan cadencias de disparo elevadas, por lo que su manejo efectivo resulta complicado, y por ello, se desistía de su capacidad de fuego automática y se empleaba como arma semiautomática, siendo esta la única manera realista de acertar de manera precisa. Siendo el fuego automático, una adición ineficaz incluso en distancias cortas, estas armas no resultaban de mayor utilidad que armas como la Makarov PM, por lo que dicho personal especializado no poseía la capacidad de desplegar una línea de fuego que superase a sus ya probadas armas cortas. 
Una carabina de moderado tamaño, empleando un cartucho intermedio tal como el 5,45 x 39, empleado por el fusil AK-74 resultó en la idea más apropiada para armas cedidas a tropas especializadas, así como fuerzas especiales y cuerpos de policía. En 1969, y de manera independiente Peter Andreevich Tkachev, presentó un prototipo que presentaba dichas características, conocido como AO-46 (dicho prototipo no fue solicitado por el Ejército Soviético), con un peso de solo 1,9 kg. Aunque no resultó adoptado, si resultó en un diseño interesante que clasificó como definitiva, la necesidad de una carabina automática de calibre intermedio. Las especificaciones que dicha carabina debería poseer para su adición comenzaron por un peso no superior a los 2,2 kg, presentar una culata plegable para hacer el arma más compacta, presentar un alcance efectivo de 500 metros y no debía poseer una longitud mayor que 75 cm (con la culata desplegada) y 45 cm (con la culata plegada). En la competición participaron reputados diseñadores de armas tales como  I.Y. Stechkin (TKB-0116), S.G. Simonov (AG-043), A.S. Konstantinov (AEK-958), Yevgeny Dragunov (que bautizo a su modelo simplemente como "MA") y Mikhail Timofeyevich Kalashnikov (con su modelo PP1). Además del Kalashnikov PP1 también presentó un diseño adicional denominado A1-75 que poseía un cañón con bochacha especial que eliminaba el fogonazo y el sonido.
En 1977, la GRAU decidió adoptar el modelo de Kalashnikov, que resultaba en esencia una versión recortada del fusil AKS-74. Los resultados de la carabina en las pruebas no resultaban peores que los de sus competidores, sin embargo, fue la logística de su diseño lo proporcionó al AKS 74U la ventaja necesaria. Los costos de producción del fusil, serían algo más reducidos, ya que la maquinaria y los componentes eran altamente similares a los del principal fusil en producción, el AK-74. La culata triangular, cargadores y otros componentes, así como materiales y técnicas de estampado del metal resultaban idénticas. Como última prueba, el AKS-74U fue asignado en gran escala (aunque de manera completamente secreta) a Divisiónes Aerotransportadas del distrito militar del Cáucaso en marzo del 1977. El AKS-74U fue oficialmente adoptado en 1979, y recibió la designación oficial de 6P26 por parte del GRAU, sin embargo, dicha designación ha sido raramente empleada a lo largo de los años. 
El AKS-74U se diseñó para ser usado por tripulantes de vehículos blindados, artilleros, unidades aerotransportadas y de fuerzas especiales. La versión para fuerzas especiales (llamada AKS-74U-UBN) permite la instalación de un silenciador y un lanzagranadas GP-25.
En 1988-1989, debido al aumento del bandidaje, por primera vez se entregaron a la milítsiya fusiles de asalto AKS-74U. El 3 de octubre de 1988 se crearon las primeras unidades de policía antidisturbios (OMON) en las ciudades más grandes. En el otoño de 1989, los puestos de la policía de transporte (GAI) en las carreteras recibieron este tipo de armas.
En 1993 se cesó la producción del AKS-74U en pos de otros diseños más modernos tales como el AK-105.
Este fusil fue muy popular en muchos de los países del Pacto de Varsovia, por lo que fue producido en muchos países. Yugoslavia lo fabricó con el nombre M85 y hoy en día se puede ver en los países que surgieron tras su desmembramiento en la segunda mitad de la década de 1990.
En Estados Unidos, las versiones civiles semiautomáticas del AKS-74U se conocen como "Krinkov", nombre cuyo origen es desconocido.

## Variantes

#### AKS-74UB
El AKS-74UB (бесшумный; Besshumniy, silencioso en ruso) es una variante cuya boca del cañón está roscada para instalar el silenciador PBS-4 y dispara cartuchos subsónicos 5,45 x 39.

## Galería

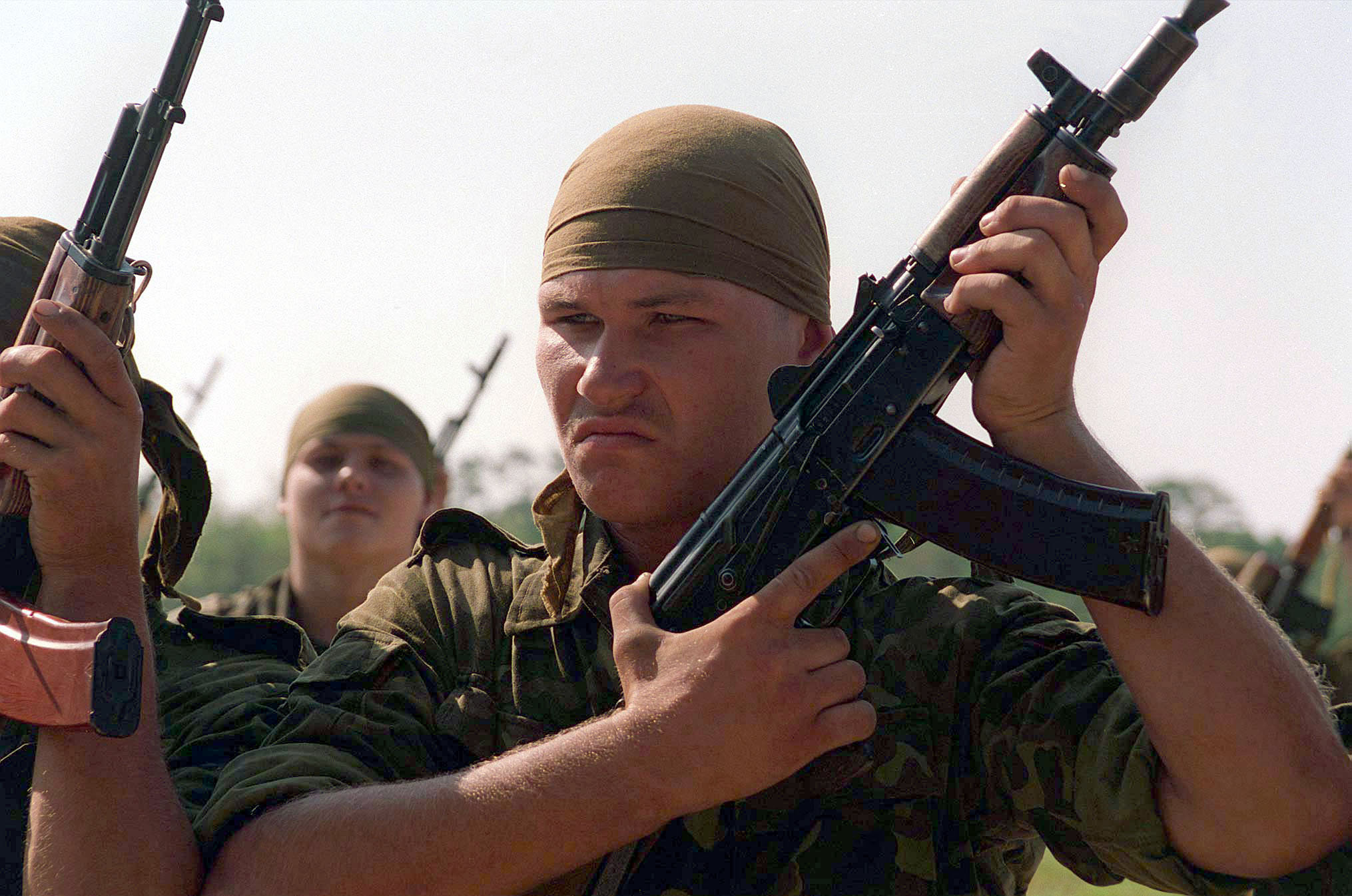
Infante de marina ucraniano con un AKS-74U.
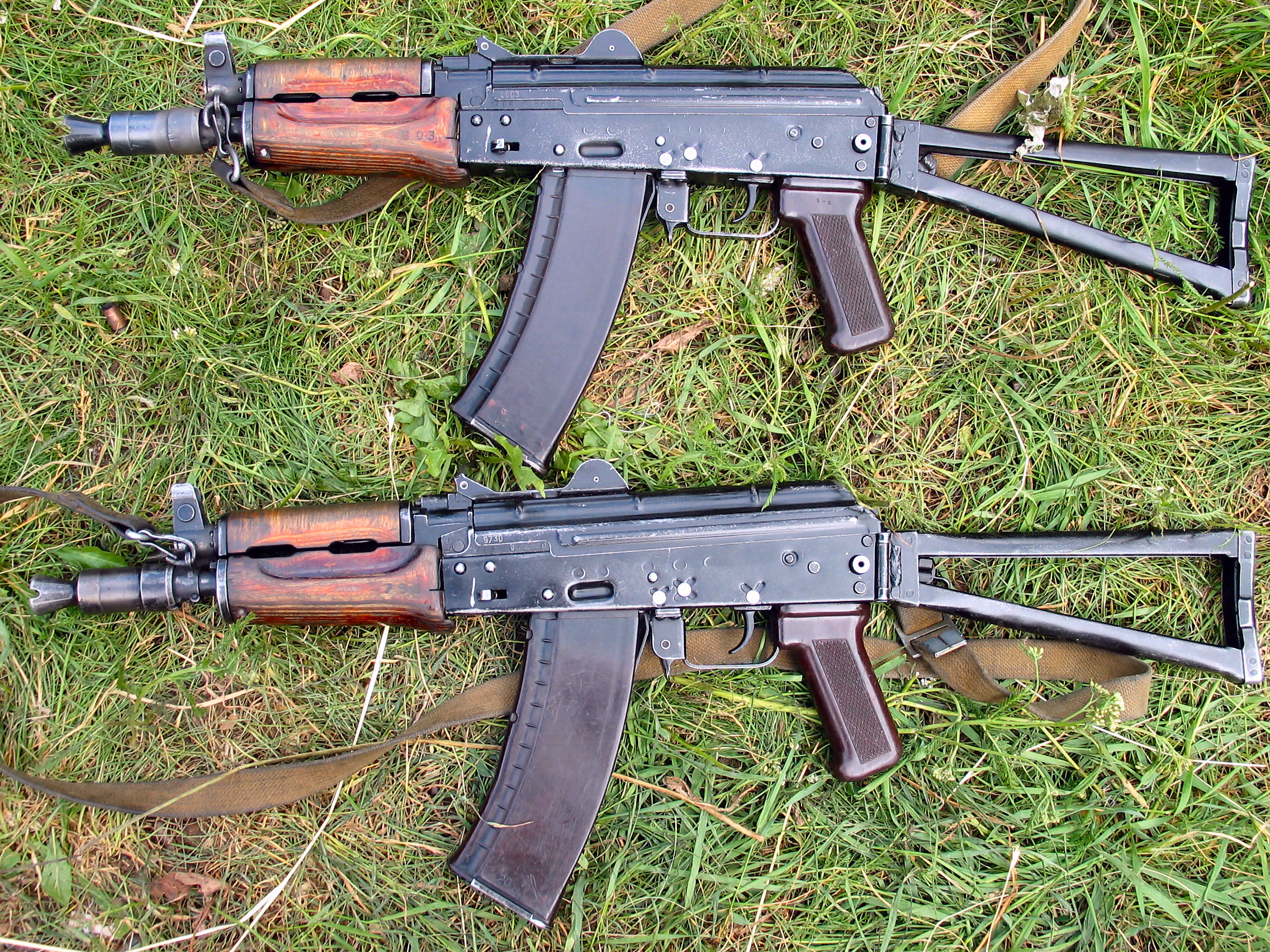
Dos AKS-74U.
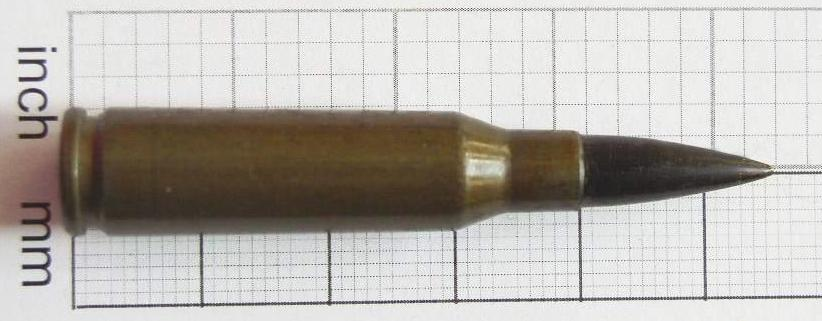
Cartucho 5,45 x 39, utilizado por el AKS-74U.

## Usuarios
- Argelia
- Bielorrusia[10]
- Bulgaria
- Cuba - los agentes del departamento de Seguridad Personal del Ministerio del Interior (MININT) encargado de proteger a altos funcionarios del gobierno de Cuba emplean fusiles AKS-74U.
- Kazajistán - Las AKS-74U están en servicio con algunos militares, empleados del Ministerio del Interior y la policía fiscal[11]
- Kirguistán
- Letonia
- Lituania
- Mongolia
- Rusia - En septiembre de 2023, en lugar del AKS-74U, el PP-2000 comenzó a incluirse en la caja de emergencia de los pilotos de la Fuerzas Aeroespaciales de la Federación Rusa.[12] Las AKS-74U están en servicio con algunos militares,[13] unidades especiales de policía[14] y otras agencias[15]
- Ucrania
- Uzbekistán